# Anicuns
Anicuns, es una pequeña localidad brasileña de unos 20 mil habitantes, localizada en el estado de Goiás, en la mesorreión de Centro Goiano.